# قدير طوباش
قدير طوباش (بالتركية: Kadir Topbaş)‏ (وُلد في 8 يناير 1945 في أرتوين، تركيا)، هو مهندس معماري، رجل أعمال وسياسي تركي، ويتولى منصب عمدة بلدية إسطنبول الكبرى، ورئيس اتحاد المدن والحكومات المحلية التركية، وصاحب خبرة واسعة في مجال إدارة عمل البلديات في تركيا.

## سيرته الذاتية
ازداد قدير طوباش في 8 يناير 1945 في يوسفلي الواقعة بمحافظة أرتوين، لأسرة مشهورة بصناعة المهلبية، وهي نوع من الحلويات التركية الشهيرة. وقد حاز على درجةالبكالوريوس عام 1972 من كلية الإلهيات (دراسات الأديان) في جامعة مرمرة في إسطنبول فضلاً عن تخرجه من قسم العمارة في جامعة معمار سنان في المدينة نفسها عام 1974. كما أنه حصل على الدكتوراة في التاريخ والآثار من جامعة إسطنبول عن بحثه «قصر الخديوي ومكانته في العمارة الحضارية للبوسفور».
مهنياً، اشتغل قدير طوباش بداية كمهندس معماري، وترأس بلدية إسطنبول الكبرى منذ فوزه في الانتخابات المحلية التي أُجريت في 28 مارس 2004 عن لائحة حزب العدالة والتنمية بأغلبية كبيرة، ثم حصل على أغلبية أكبر في انتخابات 2009. وقد ظل متقلداً نفس المنصب بعد فوزه للمرة الثالثة في الانتخابات البلدية التركية 2014، أما سابقاً فقد عمل مستشاراً لرجب طيب أردوغان أثناء رئاسته لبلدية إسطنبول الكبرى بين عامي 1994 و1998، حيث ساهم وقتها في تعمير المصايف وترميم القصور والقلاع التاريخية ومعالم إسطنبول الأثرية الشهيرة. وإضافة إلى ذلك فقد تولى قدير طوباش عام 1999 رئاسة بلدية بك أوغلي في إسطنبول ووضع رؤية مشروع بك أوغلي الجميلة، وهو المسؤول عن تطوير منطقة قاسم باشا في إسطنبول عبر إقامة صالات رياضية ومجمّعات متخصصة في مجالات التعليم الحديث والخدمات الاجتماعية والثقافية.
ثم عمل في منصب النائب الأول لرئيس لجنة حماية التراث الثقافي والآثار التابعة لوزارة الثقافة، وترأس منظمة المدن المتحدة والحكومات المحلية (فرع شرق وغرب آسيا) بين سنتي 2004 و2007 وإضافة إلى كونه نائب رئيس اتحاد المدن والحكومات المحلية التركية خلال ذات الفترة، ليصبح بعدها مساعداً لرئيسها خلال عامي 2007 و2010. وقد كان رئيساً لاتحاد بلديات إقليم مرمرة في تركيا من 2004 إلى 2009، ففي عام 2009 اُختير رئيساً لاتحاد بلديات تركيا.
ونظراً للسمعة التي يحظى بها في مجال إدارة البلديات فقد أصر حزب العدالة والتنمية على ترشيحه لضمان الفوز في الانتخابات البلدية 2014، رغم كبر سنه واقترابه من السبعين، وذلك لمواجهة مرشح المعارضة التوافقي للبلدية مصطفى صاري غل.

## المؤلفات
ألف قدير طوباش العديد من المؤلفات من بينها بك أوغلي من الماضي إلى الحاضر وبك أوغلي المدينة التي تجمع الثقافات معاً الذي أصدره بالتعاون مع جامعة إسطنبول بيلجي. كما نشر كتاب بك أوغلي في الذاكرة الذي أصدره بالتعاون مع مؤسسة التاريخ والبيئة «تاج».

## الجوائز
| شريط الوسام | الجائزة أو التكريم    | الدولة         | التاريخ        | المكان | ملاحظة | مرجع        |
| ----------- | --------------------- | -------------- | -------------- | ------ | ------ | ----------- |
|             | وسام الجدارة الثقافية | كوريا الجنوبية | 12 سبتمبر 2014 | سول    |        | [ 4 ] [ 5 ] |

## وصلات خارجية
- السيرة الذاتية من موقع بلدية إسطنبول
- السيرة الذاتية من موقع CityMayors